# Ambassis
Ambassis – rodzaj ryb okoniokształtnych z rodziny przeźroczkowatych (Ambassidae).

## Klasyfikacja
Gatunki zaliczane do tego rodzaju:
- Ambassis agassizii – przeźroczka Agassiza[4]
- Ambassis agrammus
- Ambassis ambassis
- Ambassis buruensis  - przeźroczka czernica[4]
- Ambassis buton
- Ambassis dussumieri
- Ambassis elongata
- Ambassis fontoynonti
- Ambassis gymnocephalus
- Ambassis interrupta
- Ambassis jacksoniensis
- Ambassis kopsii
- Ambassis macleayi
- Ambassis macracanthus
- Ambassis marianus
- Ambassis miops
- Ambassis nalua
- Ambassis natalensis
- Ambassis thermalis
- Ambassis urotaenia
- Ambassis vachellii